# 마샬 톰슨

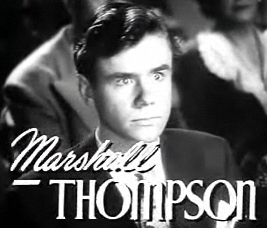

마셜 톰프슨(Marshall Thompson, 1925년 11월 27일 ~ 1992년 5월 18일)은 미국의 배우, 각본가, 영화 제작자이다.
피오리아에서 태어났으며 로열오크에서 사망하였다. 사인은 심부전이다.

## 출연 작품
- 보그 (1983년)
- 마견 (1982년)
- 포뮬라 (1980년)
- 터닝 포인트 (1977년) - 카터 역
- 얼굴없는 악마 (1958년)
- 잇! 더 테러 프롬 비욘드 스페이스 (1958년)
- 컬트 오브 더 코브라 (1955년)
- 불타는 전장 (1955년) - 존슨 역
- 굿모닝 미스 도브 (1955년)
- 포트 오브 헬 (1954년)
- 캐디 (1953년)
- 마이 식스 컨빅츠 (1952년)
- 톨 타겟 (1951년)
- 지옥문을 열어라 (1950년) - 로드 맥더갤 역
- 미스테리 스트리트 (1950년)
- 배틀그라운드 (1949년)
- 홈커밍 (1948년)
- 워즈 앤 뮤직 (1948년)
- BF의 딸 (1948년)
- 데이 워 익스펜더블 (1945년)
- 밸리 오브 디씨전 (1945년)
- 진주만 습격 (1944년)

### 텔레비전
- 형사 Q (1976년)